# Bobby Ellsworth
Bobby "Blitz" Ellsworth (3 de maio de 1959) é o vocalista da banda de thrash metal de Nova Jersey Overkill. Ele trabalha no Overkill desde 1980 e é vocalista desde então. Apesar de ser baixista, ele somente canta na banda.

## Estilo de canto
No início de sua carreira, Bobby Ellsworth quase destruiu a sua voz, devido a uma má técnica que ele costumava cantar. Sua gravadora na época (Megaforce) apresentou-o a um médico especialista (Don Lawrence), que o curou. Depois ele aprendeu a cantar com uma técnica mais "segura".

## Discografia
com o Overkill:
- 1985: Feel the Fire
- 1987: Taking Over
- 1988: Under the Influence
- 1989: The Years of Decay
- 1991: Horrorscope
- 1993: I Hear Black
- 1994: W.F.O.
- 1996: The Killing Kind
- 1998: From the Underground and Below
- 1999: Necroshine
- 1999: Coverkill
- 2000: Bloodletting
- 2003: Killbox 13
- 2005: ReliXIV
- 2007: Immortalis
- 2010: Ironbound
- 2012: The Electric Age